# Äyteke Bï
Äyteke Bï (Kazachs: Әйтеке би ауданы, Äyteke bī aūdany) is een district in de oblast Aqtöbe in Kazachstan.
Het is een landelijk gebied met een gemiddelde bevolkingsdichtheid van 0,7 inwoners per km², in het noorden grenzend aan Rusland. Het district is in oppervlakte half zo groot als de Benelux.

## Bevolking
Het aantal inwoners bedraagt ongeveer 25.000 personen, dat is een gemiddelde dichtheid van 0,7 per km² (2019). De bevolking bestaat voor 94% uit Kazachen, 4% Russen en 1% Oekraïners.

## Geografie
Het district werd gevormd in 1997 door de samenvoeging van de districten Karabutak en Komsomol. Er zijn 32 nederzettingen en 15 landelijke districten. Het gebied ligt op 320 km van de regio Aqtöbe. Het noorden van Äyteke Bï grenst aan Rusland.
De grootste nederzettingen zijn: Araltogay, Araltobe, Bogetsai Karabutak, Jabasak en Kumkuduk. 
Het gebied is overwegend vlak (vlak 100 - 400 m) en bestaat voornamelijk uit bruine tot roodbruine bodems.
In het noordwesten ligt het Mugalzhar-gebergte, in feite een serie heuvelruggen met een hoogte van 500 tot 600 meter.

## Klimaat
Er heerst een (koud) steppeklimaat, met grote temperatuurverschillen tussen zomer en winter. De gemiddelde temperatuur in januari is -17°C en in juli +22°C. De jaarlijkse neerslag is 200-250 mm.   

## Natuur
In het district is sprake van een steppelandschap met enkele kleine rivieren en meren. Veel voorkomende plantensoorten zijn naast diverse droogtebestendige grassoorten, alsemsoorten, riet, hyacint, luzerne en alabota. Diersoorten die men in de steppen kan aantreffen zijn onder andere de steppevos, konijnen, kraanvogels, uilen, adelaars en eenden. Een gebied van 188.000 hectare is geschikt voor akkerbouw, en 840.000 hectare voor (extensieve) veeteelt. Hier worden runderen, schapen en paarden gehouden.